# Biglietto del Duomo Vecchio di Brescia
Il giorno 12 di aprile 1538»

L'organo del Duomo Vecchio

Il biglietto del Duomo Vecchio di Brescia è un reperto archeologico che contiene una testimonianza scritta della lingua lombarda, risalente al 1538, lasciato da un artigiano, Passino da Passirano, che lavorò alle colonne dell'organo del Duomo Vecchio di Brescia. È stato ritrovato durante i lavori di restauro di alcuni affreschi di Girolamo Romanino, piegato in 32 parti, ed è stato analizzato e trascritto da Barbara Maria Savy, professoressa di storia dell'arte presso l'Università di Padova e studiosa del Romanino. La scoperta è stata annunciata ad agosto 2023, anno in cui Brescia e Bergamo sono state capitali italiane della cultura.

## Analisi linguistica
Nel testo si può notare che la voce nasale finale (Pasì, Pasira) cade, in maniera simile al lombardo orientale odierno, il che indica che è un fenomeno molto antico. Invece, non c'è il diminuimento della vocale "i" in "e", oggi tratto tipico orientale, che rimane come nel resto del lombardo (testo: mi, di; milanese: mi, di: bresciano: mé, dé), fenomeno già notato in altre testimonianze bresciane coeve, come la Massera da bé di Galeazzo dagli Orzi.
Il plurale delle parole femminili in "-a" è di interesse, poiché ricorda quello che oggi è il plurale usato nei dialetti di Novara, di Poschiavo o anche di Mantova, in "-i" (colona, coloni), invece che in "-e", come nel bresciano odierno (colona, colone).
A livello ortografico, ci sono alcune similitudini con il modello volgare medievale, per esempio in "orgen", dove il grafema <g> è usato per rappresentare l'occlusiva velare sonora [g].